# Trimithousa
Trimithousa (griechisch Τρεμιθούσα Χρυσοχούς, türkisch Uzunmeşe oder Tremitusa) ist eine verlassene Gemeinde im Bezirk Paphos in der Republik Zypern. Bei der Volkszählung im Jahr 2021 hatte sie keine Einwohner.

## Name
Aufgrund der geringen Entfernung von der Ebene und dem Tal von Chrysochous ist es auch als Trimithousa Chrysochous bekannt. Trimithousa ist auf alten Karten als Trimitusa eingetragen und Louis de Mas Latrie nannte es Trimithia. Der Name leitet sich vom Terebinthenstrauch ab, während das Suffix ousa grob mit „voller“ übersetzt werden kann. Im Jahr 1958 nahmen die Zyperntürken den alternativen Namen Uzunmeşe an, was „hohe Eiche“ bedeutet.

## Lage und Umgebung

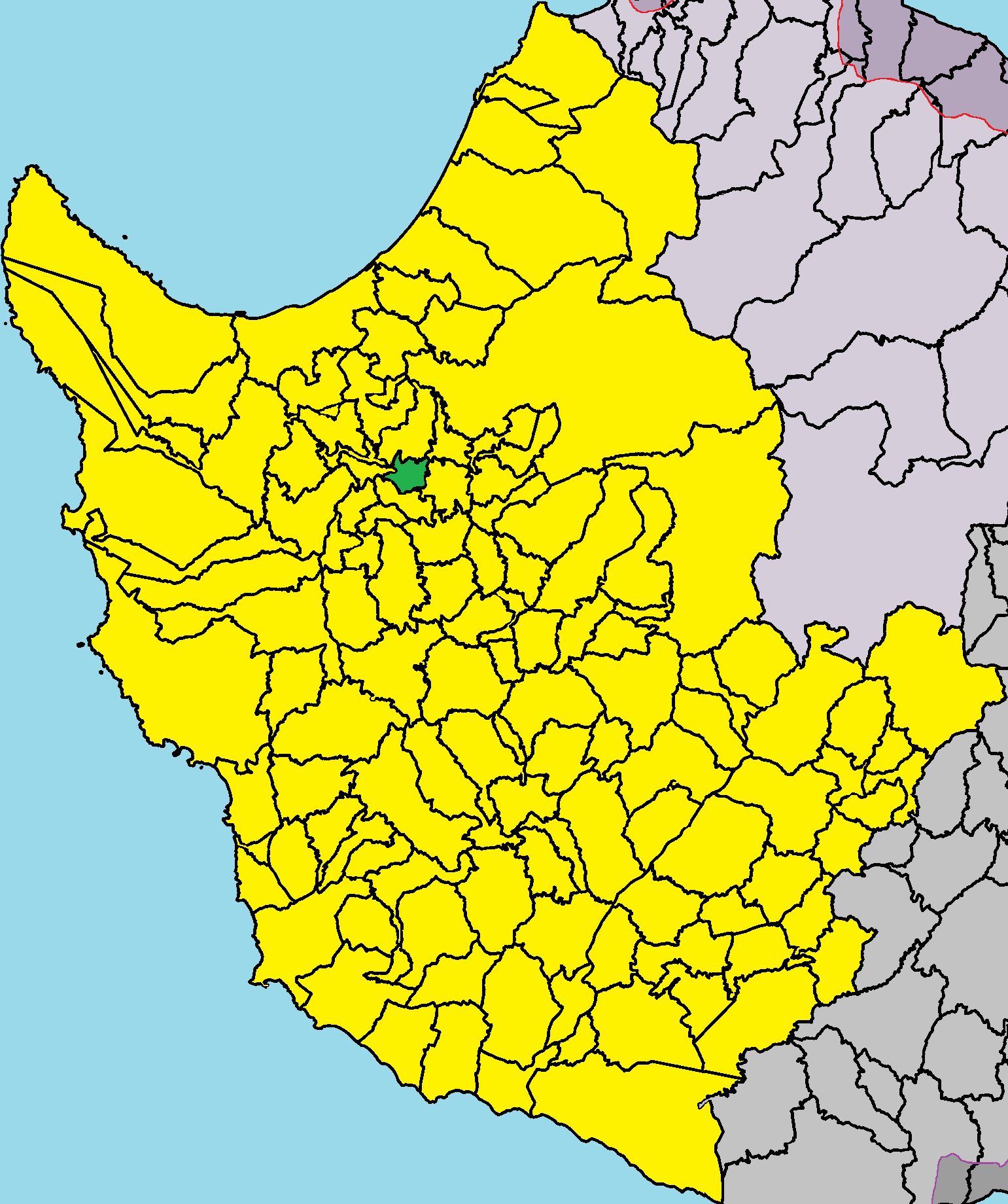
Lage im Bezirk Paphos

Trimithousa liegt im Westen der Mittelmeerinsel Zypern auf einer Höhe von etwa 270 Metern, etwa 38 Kilometer nördlich von Paphos, 100 Kilometer nordwestlich von Limassol und 180 Kilometer westlich von Nikosia. Das 2,56952 Quadratkilometer große Dorf grenzt im Norden an Peristerona, im Nordosten an Meladia, im Osten an Filousa Chrysochous, im Süden an Evretou und im Westen an Skoulli. Das Dorf kann über einen Abzweig der Straße E723 erreicht werden.
Die durchschnittliche jährliche Niederschlagsmenge beträgt rund 600 Millimeter. Geologisch betrachtet wird das Gemeindegebiet von den Ablagerungen der Nikosia-Formation (Kalksandsteine, Gerölle und Sandsteinmergel), den kontinentalen Kalksteinen der Koronia-Formation und den Ablagerungen der Kannavio-Formation (Bentonite und Sandsteine) und den jüngsten alluvialen Ablagerungen des Holozäns dominiert. Auf diesen Gesteinen entwickelten sich kalkhaltige und alluviale Böden.

## Geschichte
Trimithousa war während der Frankenzeit ein Lehen, das Louis de Mas Latry zu den königlichen Gütern zählte.

### Bevölkerungsentwicklung
Während der Notjahre der 1950er Jahre und auch während der interkommunalen Kämpfe von 1963 bis 1964 wurde niemand aus diesem Dorf vertrieben. Zu Beginn der Türkischen Invasion Zyperns 1974 kapitulierte das Dorf am 22. Juli, unmittelbar nachdem der türkische Teil von Polis dies getan hatte, den griechisch-zypriotischen Streitkräften. Nachdem jedoch im August ein Waffenstillstand in Kraft trat, flohen einige junge Dorfbewohner durch die Berge im Norden, der inzwischen unter türkischer Kontrolle stand. Die restlichen 72 Bewohner wurden am 5. September 1975 unter UNFICYP-Eskorte nach Norden evakuiert. Die meisten wurden anschließend in Larnakas tis Lapithou/Kozan umgesiedelt. Danach war Trimithousa verlassen.
Die folgende Tabelle zeigt die Bevölkerung des Dorfes, wie sie in den in Zypern durchgeführten Volkszählungen erfasst wurde.
| Jahr      | 1881 | 1891 | 1901 | 1911 | 1921 | 1931 | 1946 | 1960 | 1976 | 1982 | 1992 | 2001 | 2011 | 2021 |
| Einwohner | 122  | 97   | 103  | 92   | 88   | 95   | 109  | 81   | 0    | 0    | 0    | 0    | 0    | 0    |